# Nanbu (Aomori)
Nanbu (jap. 南部町 Nanbu-chō) – miasto w Japonii, na wyspie Honsiu, w prefekturze Aomori. Według danych na rok 2020 miejscowość zamieszkiwało 16 809 mieszkańców , a gęstość zaludnienia wyniosła 109,8 os./km².